# Lista de episódios de Veronica Mars
Veronica Mars é um seriado de televisão americano criado por Rob Thomas. A série foi dividida em três temporadas; estreou no dia 22 de setembro de 2004, durante os últimos dois anos do canal UPN, e terminou no dia 22 de maio de 2007, depois de uma temporada no canal sucessor do UPN, o The CW. A série envolve mistério de assassinato, ensino médio e drama da faculdade, com comentário social e sarcasmo e o fora do comum humor, num estilo muitas vezes comparado a film noir. Situado na cidade fictícia de Netuno, Veronica Mars (Kristen Bell) atuou como o protagonista, uma estudante que evoluiu do ensino médio para a faculdade, durante a série ela vira uma investigadora privada clandestina sob a asa do pai policial. Os episódios têm uma estrutura distinta: Veronica resolve um "caso da semana" diferente enquanto continuamente tentando resolver um mistério na longa temporada. As duas primeiras temporadas da série tem um arco de mistério que envolve toda a temporada, em que o conflito é introduzido no primeiro episódio da temporada e resolvido no final. Já na terceira temporada, a série assume um formato diferente, com foco em casos menores, sendo introduzido no começo do episódio e resolvido no final do mesmo.
A primeira temporada da série com 22 episódios rendeu uma média de 2,5 milhões de espectadores por episódio nos Estados Unidos. A segunda temporada caiu para uma média de 2,3 milhões de espectadores. No entanto, incluiu a maior audiência da série, com 3,6 milhões de telespectadores. A terceira temporada e última viu um aumento para uma média de 2,5 milhões de espectadores. Veronica Mars apareceu em várias listas de melhor programa de televisão da temporada, e recebeu uma série de prêmios e indicações. Na fall season de 2007 do CW, Ostroff anunciou que Veronica Mars não fazia parte da programação nova do horário nobre, e em junho de 2007, Michael Ausiello do TV Guide confirmou que o cancelamento de Veronica Mars era oficial.

## Séries em geral
| Temporada | Temporada | Episódios | Data de lançamento     | Data de lançamento  | Lançamento em DVD     | Lançamento em DVD      | Lançamento em DVD       |
| Temporada | Temporada | Episódios | Estreia da Temporada   | Final da Temporada  | Região 1              | Região 2               | Região 4                |
| --------- | --------- | --------- | ---------------------- | ------------------- | --------------------- | ---------------------- | ----------------------- |
|           | 1         | 22        | 22 de setembro de 2004 | 10 de maio de 2005  | 11 de outubro de 2005 | 16 de maio de 2008     | 4 de junho de 2008      |
|           | 2         | 22        | 28 de setembro de 2005 | 9 de maio de 2006   | 22 de agosto de 2006  | 15 de agosto de 2008   | 10 de setembro de 2008  |
|           | 3         | 20        | 3 de outubro de 2006   | 22 de maio de 2007  | 23 de outubro de 2007 | 12 de dezembro de 2008 | 11 de fevereiro de 2009 |
|           | 4         | 8         | 19 de julho de 2019    | 19 de julho de 2019 | N/A                   | N/A                    | N/A                     |

## 1ª Temporada: 2004–2005
| № | #  | Título           | Lançamento Original    | Dirigido por   | Escrito por | Audiência EUA (em milhões) |
| --- | -- | ---------------- | ---------------------- | -------------- | ----------- | -------------------------- |
| 01 | 01 | "Pilot" "Piloto" | 28 de Setembro de 2004 | Mark Piznarski | Rob Thomas  | 2.49                       |
| O ano escolar de Veronica no Neptune High começa turbulento quando ela vira alvo da gangue de motocicletas P.C.H. por ajudar um aluno, que depois se torna um dos seus melhores amigos: Wallace. Enquanto isso, seu pai Keith a proibe de investigar Jake Kane, um bilionário local e pai de Duncan, seu ex-namorado. Ignorando as ordens do pai, Veronica faz uma chocante descoberta sobre o passado da sua família. |    |                  |                        |                |             |                            |

- Episódio 01: Pilot - 22/09/2004
- Episódio 02: Credit Where Credit's Due - 28/09/2004
- Episódio 03: Meet John Smith - 12/10/2004
- Episódio 04: The Wrath of Con - 19/10/2004
- Episódio 05: You Think You Know Somebody - 26/10/2004
- Episódio 06: Return of the Kane - 02/11/2004
- Episódio 07: Girl Next Door The - 09/11/2004
- Episódio 08: Like a Virgin - 23/11/2004
- Episódio 09: Drinking the Kool-Aid - 30/11/2004
- Episódio 10: An Echolls Family Christmas - 14/12/2004
- Episódio 11: Silence of the Lamb - 04/01/2005
- Episódio 12: Clash of the Tritons - 11/01/2005
- Episódio 13: Lord of the Bling - 08/02/2005
- Episódio 14: Mars vs. Mars - 15/02/2005
- Episódio 15: Ruskie Business - 22/02/2005
- Episódio 16: Betty and Veronica - 29/03/2005
- Episódio 17: Kanes and Abel's - 05/04/2005
- Episódio 18: Weapons of Class Destruction - 12/04/2005
- Episódio 19: Hot Dogs - 19/04/2005
- Episódio 20: M.A.D. - 26/04/2005
- Episódio 21: A Trip to the Dentist - 03/05/2005
- Episódio 22: Leave It to Beaver - 10/05/2005

## 2ª Temporada: 2005–2006
- Episódio 01: Normal Is the Watchword - 28/09/2005
- Episódio 02: Driver Ed - 05/10/2005
- Episódio 03: Cheatty Cheatty Bang Bang - 12/10/2005
- Episódio 04: Green-Eyed Monster - 19/10/2005
- Episódio 05: Blast from the Past - 26/10/2005
- Episódio 06: Rat Saw God - 09/11/2005
- Episódio 07: Nobody Puts Baby in the Corner - 16/11/2005
- Episódio 08: Ahoy Mateys - 23/11/2005
- Episódio 09: My Mother, the Fiend - 30/11/2005
- Episódio 10: One Angry Veronica - 07/122005
- Episódio 11: Donut Run - 25/01/2006
- Episódio 12: Rashard and Wallace Go to White Castle - 1º/02/2006
- Episódio 13: Ain't No Magic Mountain High Enough - 08/02/2006
- Episódio 14: Versatile Toppings - 15/02/2006
- Episódio 15: The Quick and the Wed - 22/02/2006
- Episódio 16: The Rapes of Graff - 1º/03/2006
- Episódio 17: Plan B - 05/04/2006
- Episódio 18: I Am God - 11/04/2006
- Episódio 19: Nevermind the Buttocks - 18/04/2006
- Episódio 20: Look Who's Stalking - 25/04/2006
- Episódio 21: Happy Go Lucky - 02/05/2006
- Episódio 22: Not Pictured - 09/05/2006

## 3ª Temporada: 2006–2007
- Episódio 01: Welcome Wagon - 03/03/2007
- Episódio 02: My Big Fat Greek Rush Week - 10/03/2007
- Episódio 03: Wichita Linebacker - 17/03/2007
- Episódio 04: Charlie Don't Surf - 24/03/2007
- Episódio 05: President Evil - 31/03/2007
- Episódio 06: Hi, Infidelity - 07/04/2007
- Episódio 07: Of Vice and Men - 14/04/2007
- Episódio 08: Lord of the PI's - 21/04/2007
- Episódio 09: Spit & Eggs - 28/04/2007
- Episódio 10: Show Me The Monkey - 05/05/2007
- Episódio 11: Poughkeepsie,Tramps and Thieves - 12/05/2007
- Episódio 12: There's Got to be a Morning After Pill - 19/05/2007
- Episódio 13: Postgame Mortem - 26/05/2007
- Episódio 14: Mars,Bars - 02/06/2007
- Episódio 15: Papa's Cabin - 09/06/2007
- Episódio 16: Un-American Graffiti - 16/06/2007
- Episódio 17: Debasement Tapes - 23/06/2007
- Episódio 18: I Know What You'll Do Next Summer - 30/06/2007
- Episódio 19: Weevil's Wobble But They Don't Go Down - 07/07/2007
- Episódio 20: The Bitch Is Back - 07/07/2007